# Dubina Bojarska
Dubina Bojarska (biał. Дубіна Баярская; ros. Дубина Боярская) – agromiasteczko na Białorusi, w obwodzie mińskim, w rejonie wołożyńskim, w sielsowiecie Wołożyn.
W dwudziestoleciu międzywojennym leżała w Polsce, w województwie nowogródzkim, w powiecie wołożyńskim.